# Dárvin Chávez
Dárvin Chávez, född den 21 november 1989 i Zapopan, Mexiko, är en mexikansk fotbollsspelare som spelar för Tipsligan-klubben SJK. Han tog OS-guld i herrfotbollsturneringen vid de olympiska fotbollsturneringarna 2012 i London.